# Copa espanyola de futbol sala femenina
La Copa de la Reina de futbol sala, anomenada anteriorment Copa d'Espanya de futbol sala femenina, és una competició esportiva espanyola de clubs espanyols de futbol sala. Creada l'any 1994, està organitzada per la Lliga Nacional de Futbol Sala i la Reial Federeació Espanyola de Futbol. Hi participen els vuit primers equips classificats en finalitzar la primera voltaade Lliga. De caràcter anual, es disputa en format d'eliminació directa amb quarts de final, semifinal i final en una seu neutral.
El dominador de la competició és el Club Deportivo Futsi Atlético Féminas amb 7 títols.

## Clubs participants
A l'edició de 2019-20 hi van participar quatres equips en format de final de quatre el desembre de 2020:
- AD Alcorcón FS
- Poio Pescamar
- Pescados Rubén Burela FS
- Universidad de Alicante

## Historial
| En negreta = Equip guanyador (prò.) = Pròrroga (p.) = Penaltis (1) = Nombre de títols Nota: Noms dels equips segons l'època. |

| Edició                          | Temp.          | Data           | Campió                       | Resultat       | Subcampió                 | Seu                                            | Refs.          |
| Copa d'Espanya                  | Copa d'Espanya | Copa d'Espanya | Copa d'Espanya               | Copa d'Espanya | Copa d'Espanya            | Copa d'Espanya                                 | Copa d'Espanya |
| ------------------------------- | -------------- | -------------- | ---------------------------- | -------------- | ------------------------- | ---------------------------------------------- | -------------- |
| I                               | 1994-95        |                | Trocadero de Toledo (1)      |                |                           |                                                |                |
| II                              | 1995-96        |                | Sal Lence Coruña (1)         |                |                           |                                                |                |
| III                             | 1996-97        |                | Femesala Elx (1)             |                |                           |                                                |                |
| IV                              | 1997-98        |                | CD Orense FS (1)             |                |                           |                                                |                |
| V                               | 1998-99        |                | Sanpedrotarra FS (1)         |                |                           |                                                | [ 4 ]          |
| VI                              | 1999-00        |                | FSF Móstoles (1)             |                |                           |                                                |                |
| VII                             | 2000-01        |                | Taverna Andalusa Granada (1) |                | Hegoalde KE               | Ourense                                        |                |
| VIII                            | 2001-02        |                | FSF UCAM Murcia (1)          |                | Hegoalde KE               |                                                |                |
| IX                              | 2002-03        |                | FSF UCAM Murcia (2)          | 5-2            | Femesala Elx              | Elx                                            |                |
| X                               | 2003-04        |                | Femesala Elx (2)             | 4-1            | FSF UCAM Murcia           | Las Rozas de Madrid                            |                |
| XI                              | 2004-05        | 13-02-2005     | FSF UCAM Murcia (3)          | 4-2            | Preconte Telde            | Telde                                          | [ 5 ]          |
| XII                             | 2005-06        | 12-02-2006     | Preconte Telde (1)           | 2-2 (1-0, p.)  | Tecnocasa Móstoles        | Polideportivo Municipal de Las Matas           |                |
| XIII                            | 2006-07        | 04-02-2007     | Atlético Navalcarnero (1)    | 4-1            | Femesala Elx              | Pavelló Municipal de Teror                     |                |
| XIV                             | 2007-08        | 03-02-2008     | Atlético Navalcarnero (2)    | 2-1            | Femesala Elx              | Pavelló Príncipes de Asturias, Pinto           |                |
| XV                              | 2008-09        | 31-01-2009     | Atlético Navalcarnero (3)    | 5-1            | FSF UCAM Murcia           | Palacio de Deportes Vista Alegre, Còrdova      |                |
| XVI                             | 2009-10        | 11-04-2010     | FSF Móstoles Cospusa (2)     | 5-0            | Cajasur Deportivo Córdoba | Pavelló Los Remedios, Ourense                  |                |
| XVII                            | 2010-11        | 05-06-2011     | FSF Móstoles Cospusa (3)     | 4-2            | FSF Diamante Rioja        | Pavelló Vista Alegre, Burela                   | [ 6 ]          |
| XVIII                           | 2011-12        | 10-06-2012     | FSF Móstoles Cospusa (4)     | 4-2            | Atlético Navalcarnero     | Pavelló Pilar Fernández Valderrama, Valladolid | [ 7 ]          |
| XIX                             | 2012-13        | 26-05-2012     | Pescados Rubén Burela (1)    | 6-1            | Atlético Navalcarnero     | Pavelló La Casilla, Bilbao                     | [ 8 ]          |
| XX                              | 2013-14        | 08-06-2014     | Atlético Navalcarnero (4)    | 2-0            | AD Alcorcón FS            | Pavelló Vista Alegre, Burela                   | [ 9 ]          |
| XXI                             | 2014-15        | 07-06-2015     | Atlético Navalcarnero (5)    | 6-3            | Pescados Rubén Burela     | Pavelló La Estación, Navalcarnero              | [ 10 ]         |
| XXII                            | 2015-16        | 12-06-2016     | Atlético Navalcarnero (6)    | 4-4 (1-0, p.)  | Pescados Rubén Burela     | Pavelló Los Cantos, Alcorcón                   | [ 11 ]         |
| XXIII                           | 2016-17        | 11-06-2017     | Orense Envialia CF (1)       | 3-2 (pro.)     | Atlético Navalcarnero     | Pavelló Municipal A Seca, Poio                 | [ 12 ]         |
| XXIV                            | 2017-18        | 10-06-2018     | Atlético Navalcarnero (7)    | 4-2            | Pescados Rubén Burela     | Complejo deportivo Ciudad de Cadis             | [ 2 ]          |
| XXV                             | 2018-19        | 16-06-2019     | Pescados Rubén Burela (2)    | 3-3 (3-2, p.)  | Atlético Navalcarnero     | Pavelló Vista Alegre, Burela                   | [ 13 ]         |
| Copa de la Reina de futbol sala |                |                |                              |                |                           |                                                |                |
| XXVI                            | 2019-20        | 20-12-2020     | Pescados Rubén Burela (3)    | 1-0            | Poio Pescamar FS          | Pavelló Martín Carpena, Màlaga                 | [ 14 ]         |
| XXVII                           | 2020-21        | 02-05-2021     | Pescados Rubén Burela (4)    | 3-1            | Torreblanca Melilla CF    | Ciudad del Fútbol, Las Rozas de Madrid         | [ 15 ]         |
| XXVIII                          | 2021-22        | 08-05-2022     | Pescados Rubén Burela (5)    | 3-3 (5-4, p.)  | Atlético Navalcarnero     | Pazo dos Deportes Paco Paz, Ourense            | [ 16 ]         |

## Palmarès
| Equip                             | Campió | Subcampió | Finals | Anys campió                                                   | Anys subcampió                              |
| --------------------------------- | ------ | --------- | ------ | ------------------------------------------------------------- | ------------------------------------------- |
| Atlético de Madrid Navalcarnero   | 7      | 5         | 12     | 2006-07, 2007-08, 2008-09, 2013-14, 2014-15, 2015-16, 2017-18 | 2011-12, 2012-13, 2016-17, 2018-19, 2021-22 |
| Club Deportivo Burela Fútbol Sala | 5      | 3         | 8      | 2012-13, 2018-19, 2019-20, 2020-21, 2021-22                   | 2014-15, 2015-16, 2017-18                   |
| Fútbol Sala Femenino Móstoles     | 4      | 1         | 5      | 1999-00, 2009-10, 2010-11, 2011-12                            | 2005-06                                     |
| Fútbol Sala Femenino UCAM Murcia  | 3      | 2         | 5      | 2001-02, 2002-03, 2004-05                                     | 2003-04, 2008-09                            |
| Club Femesala Elx                 | 2      | 3         | 5      | 1996-97, 2003-04                                              | 2002-03, 2006-07, 2007-08                   |
| Preconte Telde Gran Canaria       | 1      | 1         | 2      | 2005-06                                                       | 2004-05                                     |
| Trocadero de Toledo               | 1      | 0         | 1      | 1994-95                                                       | —                                           |
| Sal Lence Coruña                  | 1      | 0         | 1      | 1995-96                                                       | —                                           |
| CD Orense Futbol Sala             | 1      | 0         | 1      | 1997-98                                                       | —                                           |
| Sanpedrotarrak Sant Sebastià      | 1      | 0         | 1      | 1998-99                                                       | —                                           |
| Taverna Andalusa Granada          | 1      | 0         | 1      | 2000-01                                                       | —                                           |
| Ourense Club de Fútbol            | 1      | 0         | 1      | 2016-17                                                       | —                                           |
| Hegoalde KE                       | 0      | 2         | 2      | —                                                             | 2000-01, 2001-02                            |
| Deportivo Córdoba Fútbol Sala     | 0      | 1         | 1      | —                                                             | 2009-10                                     |
| FSF Diamante Rioja                | 0      | 1         | 1      | —                                                             | 2010-11                                     |
| AD Alcorcón Futbol Sala Femenino  | 0      | 1         | 1      | —                                                             | 2013-14                                     |
| Poio Pescamar Futbol Sala         | 0      | 1         | 1      | —                                                             | 2019-20                                     |
| Melilla Sport Capital             | 0      | 1         | 1      | —                                                             | 2020-21                                     |